# Georg Mackensen
Georg Mackensen (* 14. September 1895 in Münster; † 24. Februar 1965 in Braunschweig) war ein deutscher Verleger.

## Leben
Georg Mackensen wurde 1895 in Münster geboren. Er war der Sohn des preußischen Obersten Erich Mackensen (1862–1921) und dessen Ehefrau Frieda (1872–1931), geb. von Uslar. Er besuchte ein humanistisches Gymnasium in Braunschweig, bevor er am Ersten Weltkrieg im Braunschweigischen Husaren-Regiment Nr. 17 teilnahm. Er arbeitete nach Kriegsende in verschiedenen Branchen, so im Bankwesen, Druckgewerbe, Papierfach und im Verlagsbuchhandel. Mackensen heiratete im Jahr 1925 Luise Westermann (1900–1998), die Tochter Georg Westermanns, des Inhabers des 1838 gegründeten Braunschweiger Westermann-Verlages. Er trat 1933 als Teilhaber in das Unternehmen ein, das er gemeinsam mit seinem Schwager Everhard Westermann führte.
Unter Mackensens Leitung erfuhren Verlag, Druckerei und Kartographische Anstalt eine deutliche Belebung. Die Druckerei wurde zu einem der leistungsfähigsten graphischen Betriebe Norddeutschlands ausgebaut. In steigender Auflage erschien die 1856 begründete Kulturzeitschrift Westermanns Monatshefte, weiterhin wurden zeitgenössische Romane und Schulbücher (Fibeln, fremdsprachige Textausgaben, Atlanten) verlegt. Die Kartographische Anstalt publizierte sowohl neue Ausgaben des seit 1883 erscheinenden Diercke-Atlas für höhere Lehranstalten als auch Straßenkarten und Autoatlanten (Conti-Atlas) und zahlreiche Spezialkarten (z. B. Olympische Sommerspiele 1936) sowie Schulwandkarten in allen Weltsprachen.

### Nach dem Zweiten Weltkrieg
Während des Zweiten Weltkriegs konnte die Produktion trotz einiger Gebäudeschäden weitergeführt werden. Nach Kriegsende organisierte Mackensen den Wiederaufbau des Unternehmens, das 1955 über 900 Mitarbeiter beschäftigte, was eine Verdoppelung des Vorkriegsstandes bedeutete. Er veranlasste den Bau von mehr als 150 Wohnungen für Kriegsheimkehrer und Flüchtlinge.
Im Zuge der Neuorientierung des Bildungswesens in der jungen Bundesrepublik Deutschland gründete Mackensen 1949 die Zeitschriften Westermanns Pädagogische Beiträge und Geographische Rundschau sowie nachfolgend Die Grundschule. Den Schwerpunkt des Verlagsprogramms bildete zunehmend pädagogische Fachliteratur. Der Westermann-Verlag wurde unter Mackensens Leitung zu einem der bedeutendsten deutschen Schulbuchverlage mit den Spezialbereichen Schulkartographie und Fachliteratur für die gewerbliche Berufsausbildung. Als neuer Verlagszweig kam der Jugendbuchverlag hinzu. Wie bereits im 19. Jahrhundert, so gab der Westermann-Verlag auch in der 2. Hälfte des 20. Jahrhunderts die Bücher der Autoren von Westermanns Monatsheften heraus.
Im Jahr 1960 stiftete er den Georg-Mackensen-Literaturpreis für die beste deutsche Kurzgeschichte in deutscher Sprache. Der Preis wurde von 1962 bis 1985 verliehen. Daneben förderte Mackensen die bildende Kunst durch Ankauf von Plastiken und Gemälden für das Unternehmen und Wettbewerbe (Das Haus Westermann im Bild zur Förderung Braunschweiger Künstler 1955).
Georg Mackensen und seine Ehefrau Luise wohnten ab 1943 direkt neben der Druckerei an der Georg-Westermann-Allee 66 in Braunschweig. Das kinderlose Ehepaar adoptierte die beiden Söhne Jürgen und Gerd des gefallenen Rudolf Mackensen (1893–1945). Beide Adoptivsöhne traten später in das Unternehmen ein. Georg Mackensen starb im Februar 1965 im Alter von 69 Jahren in Braunschweig. Er wurde auf dem dortigen Magni-Friedhof bestattet.

## Ehrungen
- Großes Bundesverdienstkreuz (30. September 1955)
- Goethe-Plakette (Hessen) (1955)[2]
- Goldene Ehrenplakette der Stadt Braunschweig (Überreichung am 14. September 1955 anlässlich Mackensens 60. Geburtstag)[3]

## Schriften (Auswahl)
- Westermann. Profil eines Verlages. 1838–1963. Ein Jubiläumsbericht, Westermann-Verlag, Braunschweig 1963.